# 克泰莱克
克泰莱克，是匈牙利亚斯-瑙吉孔-索尔诺克州所辖的一个村，总面积45.14平方公里，总人口1597，人口密度35.4人/平方公里（2010年1月1日）。